# Miodrag Božović
Miodrag "Grof" Božović (Servisch: Миодраг "Гроф" Божовић) (Mojkovac, 22 juli 1968) is een voormalig Montenegrijns voetballer en huidig voetbaltrainer. Sinds 2015 is hij trainer van Rode Ster Belgrado.

## Spelerscarrière
Miodrag Božović speelde tussen 1986 en 1999 voor Budućnost Titograd, Rode Ster Belgrado, Pelita Jaya FC, APOP Kinyras Peyias, RKC Waalwijk, Avispa Fukuoka en RBC Roosendaal.